# Bendones
Bendones es una parroquia del municipio de Oviedo, Asturias (España), y una aldea de dicha parroquia.
La parroquia tiene una extensión de 3,35 km², en la que habitan un total de 226 personas (INE 2014). Según el nomenclátor de 2009, incluye las siguientes entidades de población: Bendones, Carbajal, Casas de la Carretera, Fozalguera, Llovera, El Polledo, Reculaño, Rozavillar y Valdemora.
La aldea de Bendones, en la que viven 19 personas, se encuentra a 310 metros de altitud sobre el nivel del mar. Está a 4,2 kilómetros de Oviedo, la capital del concejo.

## Arte
En esta parroquia se encuentra la iglesia de Santa María de Bendones, de estilo prerrománico y del primer periodo del arte asturiano.
Está datada en el siglo IX, durante el reinado de Alfonso II el Casto que la donó a la iglesia de San Salvador.

## Demografía
| Gráfica de evolución demográfica de Bendones entre 2000 y 2014 |
|                                                                |